# 文字处理器
文字處理器（英語：Word processor），也稱為文字搗弄器（英語：Word cruncher），文字輾壓器，排字器，打字器或閱讀器，是文書軟體用作桌面出版（例如文字格式處理）的電腦軟件，它與文本編輯器不同之處是在於它並非用作編寫程序，而是用來給普通文書工作者使用，以編寫書信材料、公私文件與出版作品等等以普通文字所組成的文件。

## 概要
现代的文本编辑是成套的软件系统，早期这些系统被開發出來，所负担的任务是帮助无程序编制经验或為了減少複雜交互功能需求的人员，利用這類工具在電腦上完成文稿的创建、修改、印发工作。汉语中对此类系统又称为字词处理系统。
文本編輯引入電腦的概念改變了世界，有趣的是這套軟件的研製與華人有相當的關連，1975年積體電路技術逐漸成熟，電腦小型化到桌上等級成為可能，在電腦發展早期，王安电脑公司就看準此次商機首次推出了世界上第一台具有編輯、檢索等功能的文字處理系統。這種「WPS」 計算機能在螢幕上直接顯示文字，能用鍵盤快速修改文稿，能像普通打字機和印刷機那樣印制文件，極大增加了辦公室文書白領的工作績效，同時改變了近半世紀來工廠機械日新月異但辦公室人員一直用著廉價打字機這唯一設備的場景，自然地也是首創「文書處理」這一電腦應用的先河，時至今日文書處理依然是電腦重要功能。一時間美國所有政府部門上至白宮，下到所有民間公司的辦公室中都可見到王安牌電腦，1978年王安电脑成为当时世界上最大的文字处理机生产商。可以說20世纪80年代王安电脑借助文書處理這一電腦發明达到顶峰，王安也成为美籍华人首富，并一度成为美国第五大富豪。
在近代，有一些信息行业的公司也将他们的某些硬件产品称为文本编辑系统或字词处理系统。这些硬件系统包括文字输入设备如读卡机、磁带机、英语键盘等，也包括文字输出设备如打卡机、打印机。一般不连带远程终端機，否则系统应该被称为电传打字机。但上述基于硬件的系统一般在二十世纪末已经被淘汰，除非用于某些特殊场合（如盲人学校）的系统，他們反而才使用這些稱號。
1990年代後微软公司的Word字词处理软件為目前最普及者，WordPerfect则不幸沦为明日黄花。21世紀後自由及开放源代码软件逐漸發起對微軟的挑戰，Open Office - Writer和KWord、金山軟件的WPS Office则大有渐渐盛行之势。發展到後期，所有的二十一世纪的文本编辑/字词处理系统起码应该具备与系统使用者进行图像交互式的使用界面，能方便地储存、查找文字和图像，以及方便地将所编辑成果传送到世界任何有互联网的角落。

### 商用文本编辑软件
- Microsoft Word
- Apache OpenOffice Writer
- Pages